# Kalix landskommun
Kalix landskommun var en tidigare kommun i Norrbottens län. Centralort var Kalix och kommunkod 1967-1970 var 2514.

## Administrativ historik
Kommunen bildades 1967 av Nederkalix och Töre landskommuner som en förberedelse till kommunreformen 1971 då landskommunen ombildades till Kalix kommun.
Kommunen var delad på Nederkalix och Töre församlingar.

## Kommunvapnet
Blasonering: I rött fält en kalk av guld.
Detta vapen fastställdes för Nederkalix landskommun av Kungl. Maj:t den 28 maj 1937 och övertogs av Kalix landskommun 1967. Vapnet förs idag av den nuvarande Kalix kommun.

## Politik

### Mandatfördelning i Kalix landskommun valet 1966
| 4 | 23 | 6 | 3 | 4 |

| 38 |

### Kommunalnämndens ordförande
| Namn | Namn                | Tillträdde | Avgick |
| ---- | ------------------- | ---------- | ------ |
|      | Bengt Söderholm (S) | 1967       | 1970   |

### Fotnoter
1. ↑  SCB Folkmängd 1967 del 1 Kommuner och församlingar sida 57 i pdf:en
2. ↑  Per Andersson: Sveriges kommunindelning 1863-1993, Draking, Mjölby 1993, ISBN 91-87784-05-X, s. 100
3. ↑  Svenska Heraldiska Föreningens vapendatabas
4. ↑  ”Minnesord: Bengt Söderholm – Kuriren”. kuriren.nu. 28 juni 2017. Arkiverad från originalet den 12 februari 2022. https://web.archive.org/web/20220212104145/https://kuriren.nu/familj/minnesord-bengt-soderholm-nm4581832.aspx. Läst 16 november 2020.